# Porterville (Kalifornia)
Porterville város az USA Kalifornia államában, Tulare megyében. Lakosainak száma 62 623 fő (2020. április 1.).

## Népesség
A település népességének változása:
| Lakosok száma | 202  | 2696 | 54 165 | 62 623 |
|               | 1880 | 1910 | 2010   | 2020   |